# アストルフォ

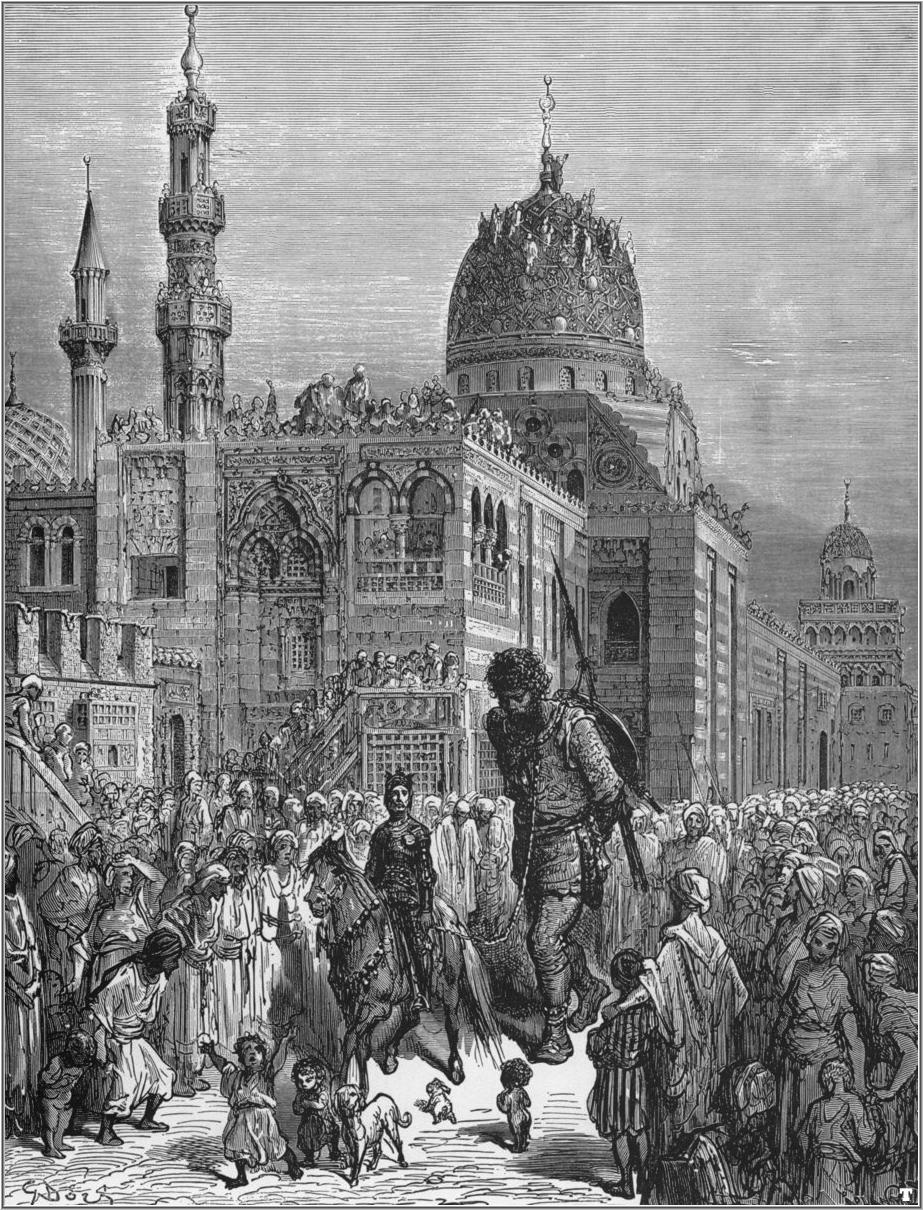
アストルフォは捕虜にした巨人・カリゴランテを引き回し、賞賛を得る

アストルフォ（Astolfo）は主に中世フランスの武勲詩に登場する騎士。シャルルマーニュのパラディンであり、イングランド王オットー（シャルルマーニュと同世代に存在したオッファ・オブ・マーシア（en:Offa of Mercia）と推定される）の息子。ローランやルノー・ド・モルトーバン、ブラダマンテとはいとこ同士。
古くから武勲詩に名前は見られたのだが、名が知られるようになったのは14世紀ころ成立した叙事詩などによる。イタリアの叙事詩ではアストルフォはユーモアのある人物となっており、ルイジ・ブルチの『モルガンテ』、マッテーオ・マリーア・ボイアルドの『恋するオルランド』で活躍。『狂えるオルランド』では月へ旅行したりもしている。最後にはローランや他の大勢の騎士とともにロンスヴォー峠の戦いで戦死する。

## イタリア叙事詩での活躍
騎士としての能力はさほど優れているわけではなく、むしろ弱い。だが偶然、"触れた相手を必ず落馬させる"という「魔法の槍」を得て後かなりの名手となり、武勲をあげるようになった。さらに、あらゆる魔法を打ち破る方法を記された「魔法の本」、吹けば相手を倒すことができる「角笛」、さらにヒッポグリフを入手してしまう。
アストルフォはこれらの魔法のアイテムでタタール王アグリカーネを撃退したり、カリゴランテという邪悪な巨人を捕虜にし、カイロ市内を引き回したり（『狂えるオルランド』15歌）という功績をたてている。これら魔法のアイテムのうち、「魔法の槍」は魔法が掛かっていることを知らずブラダマンテに譲渡し、月への旅行後には「角笛」は音がならなくなり、またヒッポグリフも解放してしまっている。
また、失恋から発狂してしまったオルランドを元に戻すため、月への旅行をしている。なぜ月に行く必要があったのかと言えば、地上で失われた全てのものが月に存在することになっているため（『狂えるオルランド』34歌75節）。アストルフォはここでオルランドが失ってしまった理性を得るとともに、ついでに自分が蒸発させていた理性を獲得している。そのため、一時的にアストルフォは聡明な人間になったが、そののち犯した過ちのため、ふたたび理性を取り上げられたという。
なお、アストルフォが月に行くエピソードは一種の皮肉となっている。というのも、西洋においては月の満ち欠けは人間を狂気に陥れる象徴となっている（「狂気」Lunacyの語源はLuna）ため。

## 登場作品

### 小説
- Fate/Apocrypha

### ゲーム
- Fate/Grand Order